# 변관식 필 영도교
변관식 필 영도교(卞寬植 筆 影島僑)는 부산광역시 서구에 있는 그림이다. 2004년 10월 4일 부산광역시의 문화재자료 제28호로 지정되었다.

## 같이 보기
- 변관식

## 참고 문헌
- 변관식필영도교 - 국가유산청 국가유산포털